# Póvoa (Miranda do Douro)
Póvoa (Portugees) of Proba (Mirandees) is een plaats (freguesia) in de Portugese gemeente Miranda do Douro en telt 243 inwoners (2001).